# Virginie Razzano
Virginie Razzano (Dijon, 12 de Maio de 1983) é uma ex-tenista francesa. Tem como ranking mais alto o 16º de simples. Conquistou dois títulos de simples e um de duplas no circuito da WTA. Representou a França na Fed Cup de 2001 a 2014, finalizando com o recorde vitórias–derrotas de 16–9 (10–5 em simples, 6–4 em duplas).
Ficou conhecida por ser a única jogadora – até 2019, pelo menos – a eliminar a multicampeã Serena Williams em uma 1ª fase de Grand Slam. Foi durante o Torneio de Roland Garros de 2012.
Anunciou sua aposentadoria em dezembro de 2018, aos 35 anos, por seu perfil no Instagram. Seu último jogo foi em duplas, pela 1ª fase do ITF de Montpellier, em junho do mesmo ano.

## WTA finais

### Simples: 6 (2–4)
| Legenda: Antes de 2009 | Legenda: Depois de 2009 |
| ---------------------- | ----------------------- |
| Grand Slam (0)         |                         |
| WTA Championships (0)  |                         |
| Tier I (0)             | Premier Mandatory (0)   |
| Tier II (0)            | Premier 5 (0/1)         |
| Tier III (2/0)         | Premier (0/1)           |
| Tier IV & V (0/2)      | International (0)       |

| Resultado | N. | Data               | Torneio                                                | Piso  | Oponente           | Placar             |
| --------- | -- | ------------------ | ------------------------------------------------------ | ----- | ------------------ | ------------------ |
| Vice      | 1. | Outubro 17, 2004   | Tashkent Open, Tashkent, Uzbequistão                   | Duro  | Nicole Vaidišová   | 5–7, 6–3, 6–2      |
| Vice      | 2. | Agosto 25, 2007    | Forest Hills Tennis Classic, Forest Hills, EUA         | Duro  | Gisela Dulko       | 6–2, 6–2           |
| Campeã    | 1. | Setembro 30, 2007  | Guangzhou International Women's Open, Guangzhou, China | Duro  | Tzipora Obziler    | 6–0, 6–3           |
| Campeã    | 2. | Outubro 6, 2007    | AIG Japan Open Tennis Championships, Toquio, Japão     | Duro  | Venus Williams     | 4–6, 7–6(9–7), 6–4 |
| Vice      | 3. | Fevereiro 21, 2009 | Barclays Dubai Tennis Championships, Dubai, EAU        | Duro  | Venus Williams     | 6–4, 6–2           |
| Vice      | 4. | Junho 20, 2009     | AEGON International, Eastbourne, Reino Unido           | Grama | Caroline Wozniacki | 7–6(7–5), 7–5      |

### Duplas: 1 (1–0)
| Resultado | N. | Data               | Torneio                           | Piso    | Parceiro   | Oponentes                    | Placar   |
| --------- | -- | ------------------ | --------------------------------- | ------- | ---------- | ---------------------------- | -------- |
| Campeã    | 1. | Fevereiro 11, 2001 | Open Gaz de France, Paris, França | Carpete | Iva Majoli | Kimberly Po Nathalie Tauziat | 6–3, 7–5 |